# カロル・クウォス
カロル・クウォス（Karol Kłos、1989年8月8日 - ）はポーランドの男子バレーボール選手。ポジションはミドルブロッカー。ポーランド代表。

## 来歴
- クラブチーム

ワルシャワ出身。2005年、KS Metro Warszawaに入団しバレーボール選手としてのキャリアをスタートさせる。2007/08シーズンはLegia Warszawaでプレーした。2008/09シーズンから2年間はProjekt Warszawaでプレーした。2010年、スクラ・ベウハトゥフに移籍し、以後は中心選手として活躍。2010/11シーズンのポーランド・プラスリーガで優勝、2010年のFIVB世界クラブ選手権で準優勝を果たした。2011/12シーズンは欧州チャンピオンズリーグで準優勝した。2013/14、2017/18シーズンのプラスリーガで優勝、2016/17シーズンのプラスリーガで準優勝を果たした。また、2015/16シーズンのプラスリーガではベストミドルブロッカー賞を受賞した。
- 代表チーム

アンダーカテゴリーの代表として2007年、U-19世界選手権に出場し5位となった。2009年、シニアのポーランド代表に初選出された。2011年、オーストリアで開催された欧州選手権で銅メダルを獲得した。2012年、ワールドリーグで金メダルを獲得した。2014年、地元開催となった世界選手権では金メダル獲得に大きく貢献し、自身もベストミドルブロッカー賞を受賞した。2015年、ワールドカップに出場し銅メダルを獲得した。2016年、リオデジャネイロ五輪に出場し5位となった。2019年に代表復帰し、同年10月のワールドカップで銀メダルを獲得した。2021年、ネーションズリーグで銀メダルを獲得した。2022年、世界選手権で銀メダルを獲得した。

## 球歴
- オリンピック - 2016年
- 世界選手権 - 2014年、2022年
- ワールドカップ - 2015年、2019年
- ネーションズリーグ - 2019年、2021年、2022年

## 受賞歴
- 2014年　世界選手権 ベストミドルブロッカー賞
- 2016年　2015/16ポーランド・プラスリーガ　ベストミドルブロッカー賞
- 2022年　2021/22ポーランド・プラスリーガ　ベストブロッカー賞

## 所属クラブ
- KS Metro Warszawa（2005-2007年）
- Legia Warszawa（2007-2008年）
- Projekt Warszawa（2008-2010年）
- スクラ・ベウハトゥフ（2010-）